# Bataille des surfaces
La bataille des surfaces est un match d'exhibition de tennis masculin joué le 2 mai 2007. La rencontre confronta le numéro un mondial de l'époque, Roger Federer, et le numéro 2, Rafael Nadal, avec au bout une victoire de l'Espagnol sur le Suisse, 7-5, 4-6, 7-6. Un brevet  américain portant des revendications sur ce terrain hybride avait été déposé auparavant.
C'est actuellement le seul match de tennis de l'histoire à avoir été joué sur un court hybride qui était mi-gazon et mi-terre battue. L'évènement se déroula à Palma de Majorque, dans la Palma Arena devant 6 800 personnes.
La raison de la construction d'un court hybride était la suivante : quand ce match fut joué, Roger Federer dominait sur gazon avec 48 victoires consécutives alors que Rafael Nadal dominait sur terre battue avec 72 victoires consécutives. À ce moment, Rafael Nadal menait les affrontements entre les deux joueurs 7 à 3 avec une fiche de 5-0 sur terre battue. Quant à lui, Roger Federer avait remporté le seul affrontement sur gazon. Alors que Federer gagnait un nombre égal de points dans les deux surfaces, Nadal avait sept points de moins sur gazon mais douze points de plus sur terre battue.
Le court a coûté 1 630 000 dollars et a nécessité 19 jours de préparation. L'événement passa près d'être annulé la veille après qu'une infestation de vers a forcé les organisateurs à remplacer la surface de gazon.
Avant le match, Roger Federer a déclaré que « le résultat n'est pas le plus important. Ce sera certainement une atmosphère unique et grandiose, car il ne faut pas toujours se prendre au sérieux sur un court de tennis ».